# Station Hampstead Heath
Hampstead Heath is een spoorwegstation van London Overground aan de North London Line. 